# 백업
백업(영어: backup, 문화어: 후보)은 임시 보관을 일컫는 말로, 정보 기술에서는 데이터 백업(영어: data backup)이라고 하며, 데이터를 미리 임시로 복제하여, 데이터 손실(data loss) 등 이벤트 발생시 데이터를 복구할 수 있도록 미리 준비해 두는 것이다. 데이터 백업을 수행한 파일은 백업 파일이라고 한다.

## 백업의 이유
다음의 사건들을 대비하려면 자료를 백업해야 한다.
- 인위적인 실수, 정전
- 하드웨어 문제
- 소프트웨어 문제
- 도난
- 컴퓨터 바이러스
- 사이버 테러
- 재해 (지진, 화재)
- 전쟁, 테러

자료 손실의 요인에서 대부분의 경우 사용자 스스로가 잘못하여 지우거나 잘못된 정보를 기록해 버리는 것이다. 이 때는 완전한 방지/복구는 되지 않을 수도 있으며, 그 대책으로는 다른 곳에 같은 자료를 복사해 두는 것밖엔 없다. 이러한 작업을 "백업하다"라고 한다.
평소에 이용하는 운영 체제가 들어 있는 기억 장치에 자료를 여러 군데에 복사해 두는 것도 백업이라고 할 수 있으나, 컴퓨터 기억 장치는 언젠가는 망가질 수도 있다. 같은 기억 장치에 백업을 해도, 그 기억 장치가 통째로 파손되면 복구 가능성이 낮아진다. 전문 업체에게 데이터 복구 서비스를 맡길 수도 있지만, 그 비용은 손실된 데이터를 다시 만들기 위한 비용과 큰 차이가 없는 경우도 많다. 또한 다시 만들 수가 없는 데이터는 두 번 다시 되돌릴 수 없다. 그러므로 평소에 사용하는 기억 장치와는 다른 기억 장치에 정기적으로 백업하는 것을 강력히 권한다.

## 백업 대상
백업 대상은 파일, 폴더 단위로, 아니면 디스크나 파티션 단위로 정할 수 있다.

#### 파일·폴더 백업
1. 파일, 폴더 등의 시스템 일부만 백업한다.
2. 복구 작업에 순서를 필요로 하는 것이 많다.

#### 시스템 백업 (파일 백업)
1. 하드 디스크에 포함된 운영 체제나 응용 소프트웨어가 있는 시스템 전체를 백업한다.
2. 복구할 때에는 시스템 전체를 복원하는 것이므로, 파일 백업과 견주어 복구 작업에 순서가 많지 않은 것이 특징이다.

정기적으로 백업하는 방법 말고도 기본 설정값을 보존해 두는 방법도 있다.

## 백업 보관 매체
- 플로피 디스크
- 자기 테이프
- 광 디스크
- 플래시 메모리
- 광학 자기 디스크
- 하드 디스크

## 같이 보기
- 디스크 포맷
- 데이터 복제
- 디지털 보존
- 백업 소프트웨어
- 파일 동기화
- 백업 소프트웨어 목록(영어판)